# Lluís Companys
Lluís Companys i Jover est un avocat et homme politique catalan, né le 21 juin 1882 à El Tarròs (aujourd'hui Tornabous) et mort le 15 octobre 1940 à Barcelone. Il est président de la Généralité de Catalogne de 1934 jusqu'à la guerre d'Espagne.
Il est l'avocat, puis le dirigeant, du parti de la Gauche républicaine de Catalogne (ERC). Exilé en France (Loire-Inférieure) après la guerre civile espagnole, il est arrêté par la Gestapo et livré au régime franquiste par le régime de Vichy, puis exécuté au fort de Montjuïc à Barcelone en 1940.
Son mausolée se situe au Fossar de la Pedrera, à Barcelone.

## Biographie

### Jeunesse
Les parents de Companys, Josep Companys et Maria Lluisa de Jover, étaient fermiers. Companys fit des études de droit à l’université de Barcelone et participa dès sa jeunesse à la vie politique de la Catalogne. En 1906, il contribua à la création de Solidaritat Catalana, dont il devint le plus jeune dirigeant. Il milita au sein de l’Union fédérale nationaliste républicaine (es) dont il présida la section politique en 1910.
Companys fut rédacteur en chef de La Barricada et de La Publicitat, deux journaux républicains. Son intense activité politique, sa proximité avec les syndicats, lui valurent d'être considéré comme un agitateur et il fut arrêté quinze fois. Après « la Semaine tragique de Barcelone en 1909, » les rapports de police le qualifiaient d'« individu dangereux ».
Avec Francesc Layret (es), qu’il connut à l’université et qui fut son inspirateur politique et son ami, il s’inscrivit au Parti républicain catalan et siégea sous cette étiquette au conseil municipal de Barcelone en 1917.
En novembre 1920, en compagnie d’autres syndicalistes, à savoir Salvador Segui dit « el noi de sucre », Martí Barrera et Josep Viadiu (ca), Companys fut détenu au château « de la Mola ». Malgré sa relégation, il remporta les élections législatives en décembre 1920 dans la circonscription de Sabadell pour le siège de Layret, qui avait été assassiné, ce qui lui assura l’immunité parlementaire et lui rendit la liberté.
En 1922, Companys fut l’un des fondateurs de l’Union des Rabassaires (es), où il travailla en tant que directeur du magazine La Terra pendant la dictature de Primo de Rivera, puis en 1925 comme avocat. Emprisonné à nouveau, il ne put participer à la « conférence d’Esquerres », tenue entre le 12  et le 19 mars 1931, où fut fondé le parti Gauche républicaine de Catalogne (ERC), dont il fut membre exécutif.

### Seconde République
Le 16 avril 1931, Companys fut nommé Gouverneur civil de Barcelone, mais il fut remplacé dès le mois de mai par Carlos Esplá.
Le 28 juin 1931, lors des élections générales, il fut élu député de Barcelone. Il vota le statut d’autonomie de la Catalogne connu sous le nom d’Estatut de Nuria. Entre autres fonctions, il exerça la présidence du Parlement catalan puis la fonction de ministre de la Marine de juin à novembre 1933. Dans le même temps, il poursuivait sa carrière journalistique, dirigeant L'Humanitat (l’organisme officiel de l'ERC) de novembre 1931 à janvier 1934.
Après la mort de Francesc Macià, Companys le remplaça le 1er janvier 1934 au poste de Président du Gouvernement autonome catalan.
Le 6 avril 1934, il proclama la République catalane. Le soulèvement fut un échec. La Généralité fut suspendue et ses conseillers furent arrêtés. Il y eut 107 morts et 11 blessés durant les dix heures de ce coup d'État. Arrêté pour rébellion en octobre 1934, Companys fut condamné à 30 ans de réclusion. En 1936, après la victoire du Front populaire, la Généralité fut rétablie. Revenu au pouvoir, Companys géra la coalition avec les forces de gauche.

### Exil

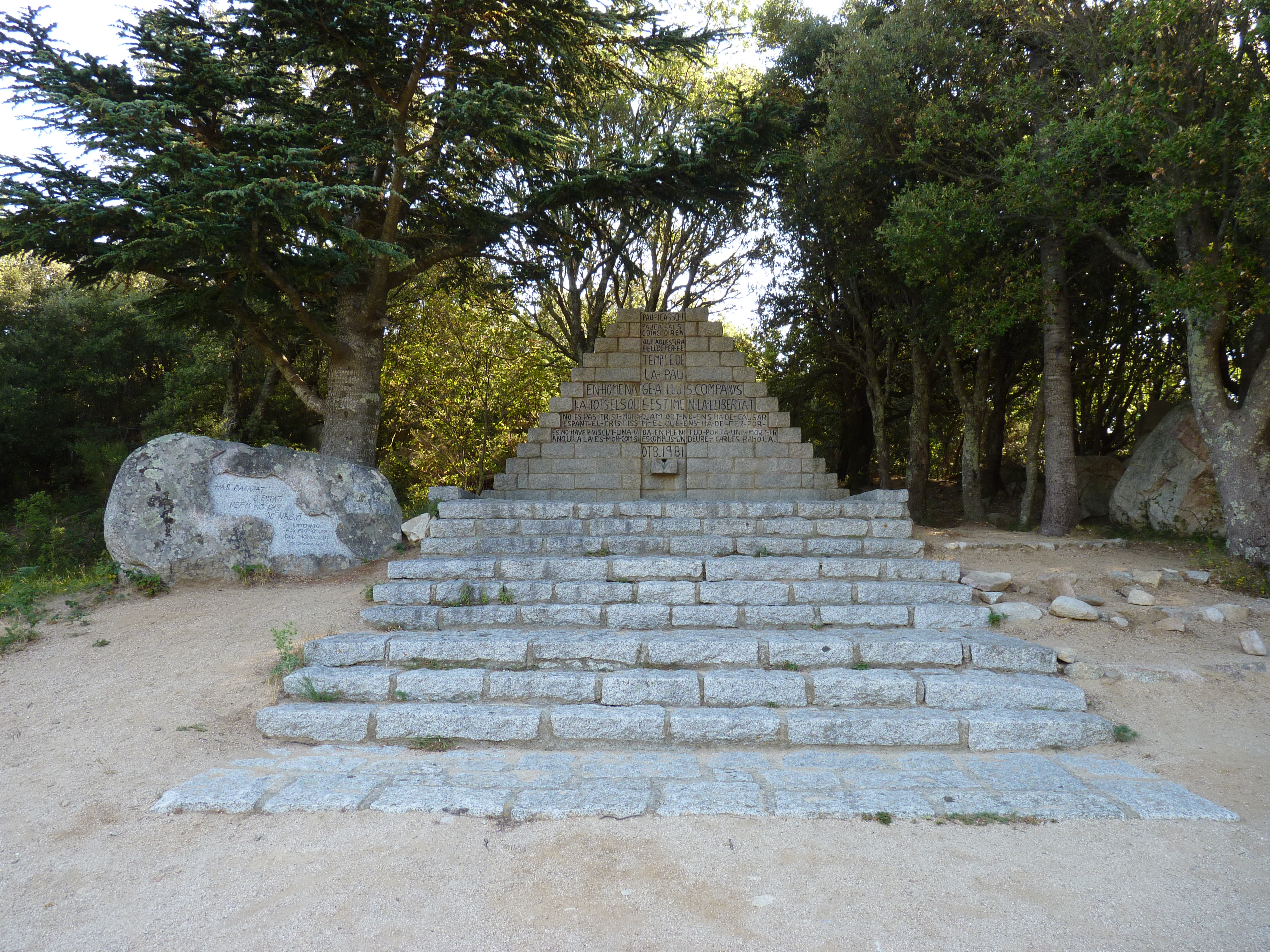
Monument érigé à la mémoire de Lluís Companys au col de Manrella.

Après l’occupation de la Catalogne par les troupes franquistes le 5 février 1939, les mouvements anarchistes s'effondrèrent. Toutes les forces de gauche furent pourchassées et beaucoup de leurs membres exécutés. Companys s’exila le jour-même de l'occupation, en franchissant le col de Lli à La Vajol, pour se réfugier en France, à Escoublac-la-Baule en Loire-Inférieure. Il y rejoignit sa femme, Carme Ballester. Il fut arrêté le 13 août 1940 par un policier espagnol aidé par la Gestapo et la police française (à l’insu de l'État français,). Jugé et condamné le 14 octobre en Espagne pour haute trahison par un tribunal militaire, il fut, après avoir été torturé, fusillé au château de Montjuïc à Barcelone le 15 octobre 1940. Il ne voulut pas avoir les yeux bandés et mourut face au peloton d'exécution en criant « pour la Catalogne ! » Visca Catalunya!
Un monument en forme de pyramide a été érigé en sa mémoire au col de Manrella à la frontière franco-espagnole, sur le territoire de la commune d'Agullana.
Une stèle se dresse sur le lieu de son arrestation, à La Baule-Escoublac.

## Lluís Companys auXXIesiècle
L'ancien président Companys reste au début du XXIe siècle une figure de l’indépendantisme catalan. De nombreuses personnalités politiques catalanes lui rendent hommage tous les 15 octobre au Fossar de la Pedrera.
Le 15 octobre 2015 fut particulièrement médiatisé en Catalogne, le jour anniversaire des 75 ans de l'exécution de Lluís Companys coïncidant avec une citation à comparaître de l'ancien Président de la Généralité, Artur Mas, pour avoir organisé une consultation illégale au sujet de l’indépendance de la Catalogne le 9 novembre 2014.
En 2008, la Généralité annonce qu’elle va entamer la révision de son procès. En juillet 2024, l’État espagnol annule officiellement la décision de justice contre Lluis Companys et reconnaît que son exécution a été motivée par des raisons politiques, simplement parce qu’il était président de la généralité à l’époque. Le gouvernement proclame que le tribunal l'ayant condamné en 1940 était illégal et illégitime, et affirme que Companys a droit à la reconnaissance et à obtenir une réparation morale.
À Barcelone, un stade porte son nom. Il s’agit du stade olympique Lluís-Companys de Montjuïc, construit par Pere Domènech i Roura.
En février 2018, la commune française de Le Boulou a renommé son pont  « Pont Lluís Companys ».